# フセイン・サストラネガラ空港
フセイン・サストラネガラ空港（フセイン・サストラネガラくうこう、インドネシア語: Bandara Husein Sastranegara、英語: Husein Sastranegara Airport）は、インドネシアのジャワ島、西ジャワ州の州都バンドンにある空港である。

## 概要
バンドン市中心部から北西5kmの場所にある。
2018年5月に開港したクルタジャティ国際空港へ路線を移管する計画があったが、アクセス道路の建設の遅れ、新型コロナウイルス感染症の流行により延期されていた。2023年10月、ターボプロップ機による運航便以外を、全てクルタジャティ国際空港へ移管させた。

## 就航航空会社と就航都市
| 航空会社         | 就航地                                  |
| ---------------- | --------------------------------------- |
| ウイングス・エア | ジョグジャカルタ/アジスチプト、スラバヤ |